# Harumi
Harumi (jap. はるみ, ハルミ) – żeńskie imię japońskie.

## Możliwa pisownia
Harumi można zapisać używając wielu różnych znaków kanji i może znaczyć m.in.:
- 春美, „piękna wiosna”[1]
- 晴美, „pogodny, piękno”
- 治美, „rządzić, piękno”
- 春実, „wiosna, szczery (wierny)”
- 晴実, „pogodny, szczery”
- 晴海, „pogodny, morze”
- 春海, „wiosna, morze”

## Znane osoby
- Harumi Nemoto (はるみ), japońska modelka
- Harumi Sakurai (浩美), japońska seiyū
- Harumi Ikoma (治美), japońska seiyū i narratorka
- Harumi Hiroyama (晴美), japońska biegaczka długodystansowa
- Harumi Honda (晴美), japoński kolarz torowy
- Harumi Inoue (晴美), japońska aktorka
- Harumi Kōri (晴己), japoński piłkarz
- Harumi Kurihara (はるみ), japońska znana gospodyni domowa
- Harumi Miyako (はるみ), japońska piosenkarka enka

## Fikcyjne postacie
- Harumi Chono (晴美), bohaterka anime Paranoia Agent
- Harumi Taniguchi (はるみ), bohaterka mangi i anime Citrus.
- Harumi Fujiyoshi (晴美), bohaterka serii Sayonara Zetsubō Sensei
- Harumi Kiyama (春生), bohaterka serii Toaru majutsu no Index
- Harumi Sakamoto (春海), bohater mangi i anime Princess Princess